# Peter-Auzinger-Straße
Die Peter-Auzinger-Straße ist eine Innerortsstraße in den Stadtbezirken Nr. 17 Obergiesing-Fasangarten und Nr. 18 Untergiesing-Harlaching von München.

## Verlauf
Die Straße beginnt in Fortsetzung der Naupliastraße am Mangfallplatz und führt bis zur Tegernseer Landstraße (Bundesstraße 13), deren Hauptfahrbahnen in Tieflage durch den McGraw-Graben geführt sind und die nach Süden in die Bundesautobahn 995 übergeht. Dort setzt sie sich in der Stadelheimer Straße fort.

## Öffentlicher Verkehr
Die Straße wird auf ihrer ganzen Länge von Omnibussen der MVG befahren. Am Mangfallplatz endet im U-Bahnhof Mangfallplatz die U-Bahn-Linie U1 der Münchner U-Bahn.

## Namensgeber
Die Straße ist nach dem in Athen geborenen Münchner Mundartdichter Peter Auzinger (1836 bis 1914) benannt.

## Charakteristik
Die kurze Straße ist mit ihren Anschlussstraßen Naupliastraße (im Südwesten) und Stadelheimer Straße (nordöstlich) Teil des früher geplanten Äußeren Rings. Sie bildet die Grenze zwischen den Stadtbezirken Untergiesing-Harlaching (Nr. 18) und Obergiesing-Fasangarten (Nr. 17), wobei der letztgenannte entlang der Soyerhofstraße über die Tegernseer Landstraße nach Westen vorspringt und das Gelände der ehemaligen McGraw-Kaserne ganz dem Stadtbezirk 17 zuschlägt. Eine Zufahrtsmöglichkeit zur Bundesautobahn 995, die die Tegernseer Landstraße fortsetzt, besteht von der Peter-Auzinger-Straße nicht, jedoch über die Anschlussstelle Unterhaching-Nord.

## Denkmalgeschützte Bauwerke

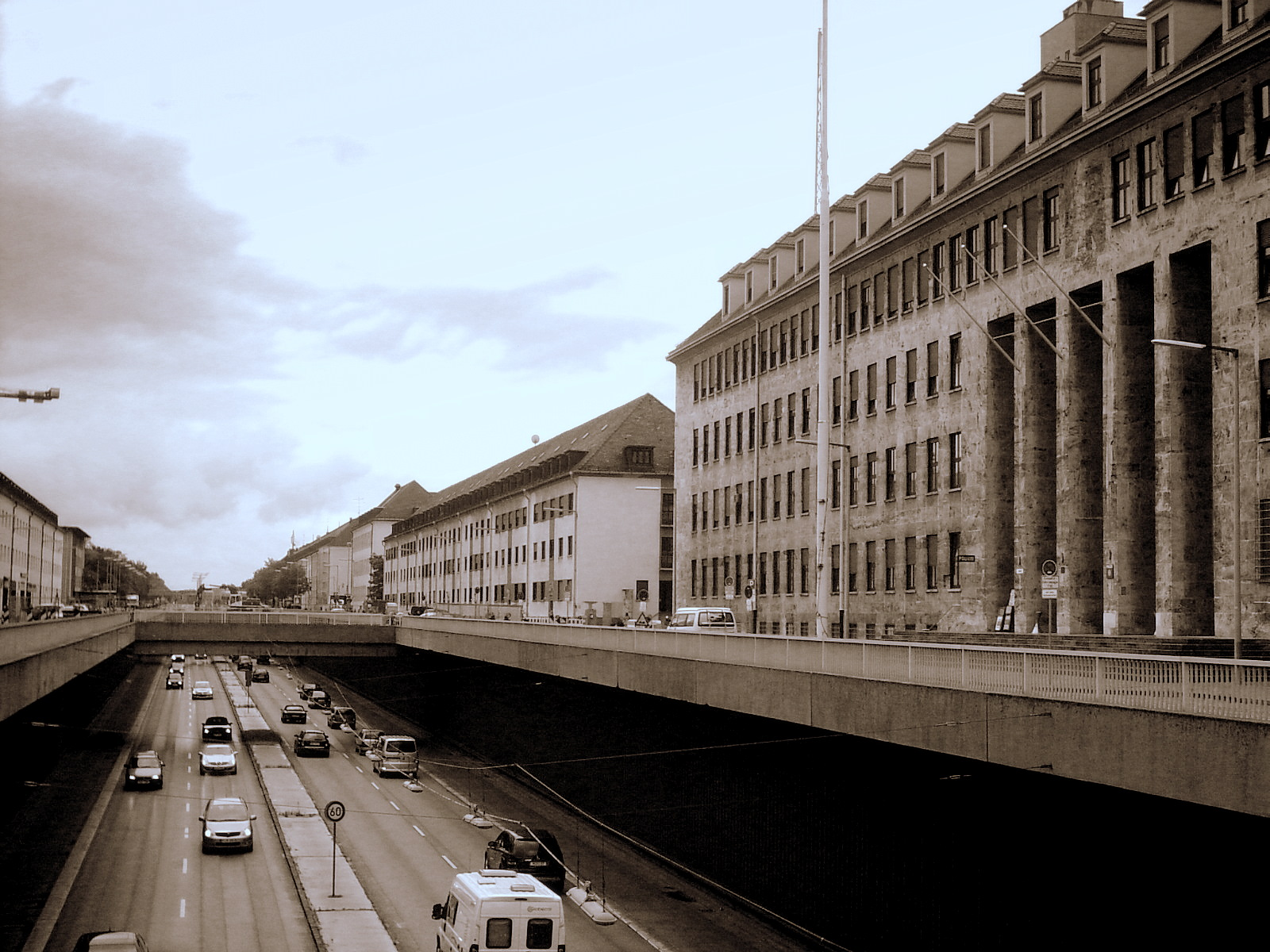
McGraw-Kaserne mit McGraw-Graben

- Die ehemalige McGraw-Kaserne, zuvor Reichszeugmeisterei der NSPAP (gelistet unter Tegernseer Landstraße 210, Inventar D-1-62-000-8589)